# Anastatus alboclavus
Anastatus alboclavus är en stekelart som beskrevs av William Harris Ashmead 1900. Anastatus alboclavus ingår i släktet Anastatus och familjen hoppglanssteklar. Inga underarter finns listade i Catalogue of Life.